# Progesteron
Das C21-Steroidhormon Progesteron ist der wichtigste Vertreter der Gestagene (Gelbkörperhormone). Die Verbindung gehört zur Gruppe der Sexualhormone. Es handelt sich um die Basisstruktur der Progestine, der synthetischen Gestagen-Analoga.
Bei Frauen wird Progesteron hauptsächlich vom Corpus luteum (Gelbkörper) in der zweiten Phase des Menstruationszyklus und in wesentlich höheren Mengen während der Schwangerschaft von der Plazenta gebildet. Bei Männern bilden die Leydig-Zwischenzellen in den Hoden den Hauptanteil. Geringe Progesteronmengen werden bei Frauen und Männern auch von der Nebennierenrinde synthetisiert. Im menschlichen Organismus wird Progesteron aus Cholesterin synthetisiert.
Progesteron regt das Wachstum der Gebärmutterschleimhaut an und bereitet diese auf die Einbettung einer befruchteten Eizelle vor. Kommt es zu einer Befruchtung der Eizelle, verhindert Progesteron eine weitere Follikelreifung; kommt es hingegen zu keiner Empfängnis, vermindert sich die Progesteronproduktion wieder und die Gebärmutterschleimhaut wird abgestoßen und ausgeschieden.

## Entdeckung
Progesteron wurde 1934 unabhängig von vier Arbeitsgruppen entdeckt: Willard Myron Allen, George W. Corner und Oskar Wintersteiner in den USA, Max Hartmann (1884–1952) und Albert Wettstein in der Schweiz, Adolf Butenandt und Ulrich Westphal sowie Heinrich Ruschig und Karl Slotta in Breslau.
Willard Myron Allen entdeckte Progesteron zusammen mit seinem Anatomieprofessor George Washington Corner an der University of Rochester Medical School im Jahr 1933 und bestimmte als erster Schmelzpunkt, Molekülmasse und Partialstruktur. Er gab der Verbindung den Namen Progesteron, abgeleitet von Progestational Steroidal Keton. Corner und Allen entwickelten 1928 am Kaninchenendometrium einen Test zur Bestimmung der Progesteron-Aktivität.

## Eigenschaften

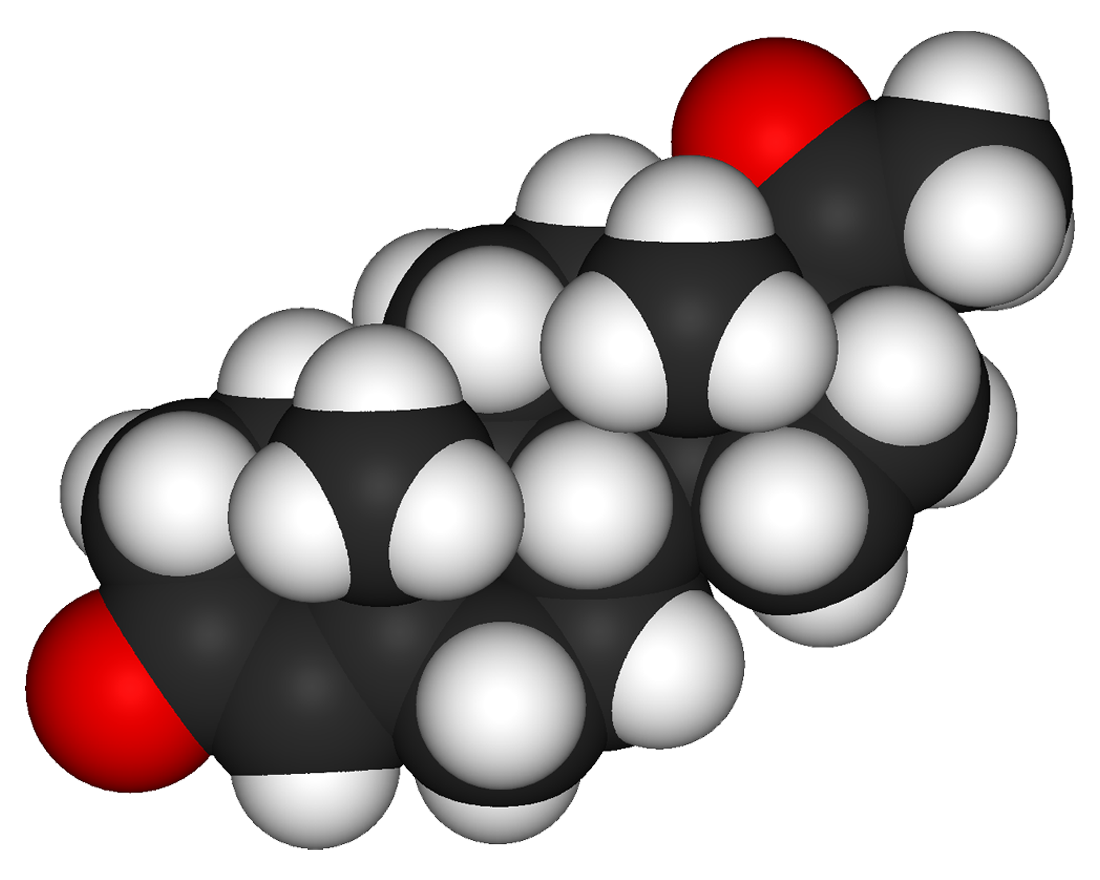
Volumenmodell von Progesteron

Progesteron ist ein kristalliner Feststoff. Die Verbindung tritt in drei polymorphen Kristallformen auf, die sich anhand ihres Schmelzpunktes unterscheiden lassen. Die thermodynamisch stabile Form I (α-Form) schmilzt bei 129 °C (ΔfH = 26,17 kJ/mol). Die beiden anderen Formen – Form II oder β-Form (Smp. 122 °C, ΔfH = 21,42 kJ/mol) und Form III (Smp. 104 °C, ΔfH = 16,13 kJ/mol) – sind metastabil und stehen monotrop zur Form I.

## Physiologie

Schematische Darstellung der Biosynthese der Steroidhormone

Progesteron wird vor allem im Corpus luteum von den Granulosazellen und in der Plazenta synthetisiert und ausgeschüttet, in geringeren Mengen auch von anderen Geweben. Die Synthese geht vom Pregnenolon aus und benötigt das Enzym 3β-Hydroxysteroid-Dehydrogenase.
Die Ausschüttung des Hormons wird durch LH stimuliert. Die Freisetzung bewirkt die Dezidualisierung, eine für die Nidation benötigte Modifikation des proliferierten Endometriums, besonders deren Lamina functionalis, die dadurch drüsenreich und stark durchblutet wird (dann als Dezidua bezeichnet) sowie eine Anpassung der Uterusmuskulatur an den wachsenden Embryo.
In manchen steroidproduzierenden Zellen der Gonaden fungiert das Progesteron als Ausgangsstoff für die Synthese von Androgenen und Estrogenen.
Progesteron wird zu Pregnandiol metabolisiert und nach Glucuronidierung über den Urin ausgeschieden.

## Pathophysiologie
Erhöhte Progesteronwerte ergeben sich neben der Schwangerschaft vor allem bei Eierstocktumoren und beim adrenogenitalen Syndrom (AGS). Bei Zyklusstörungen und beim sogenannten Hypogonadismus, einer Unterentwicklung der Eierstöcke, ist die Progesteronkonzentration verringert.

## Verwendung
Progesteron wird zur Therapie der Endometriose verwendet.
Außerdem wird Progesteron in der Hormonersatztherapie eingesetzt; Progestagene (Progesteron-Derivate) dienen in der Minipille zur Empfängnisverhütung.

## Herstellung
Progesteron wird technisch in großen Mengen durch oxidativen Abbau von Stigmasterol (im Sojabohnenöl enthalten), Solanum-Alkaloiden oder aus dem Sapogenin Diosgenin gewonnen, das aus plantagenmäßig angebauten Yamswurzelgewächsen (Dioscoreaceae) isoliert wird.

## Handelsnamen
Monopräparate
- Arefam (A)
- Crinone (D, CH)
- Progestogel (D, CH)
- Prolutex (D, CH)
- Utrogest (D, CH)
- Utrogestan (A, F)
- Generikum (CH)